# Clementia Caesaris
Unter Clementia Caesaris versteht man die zu seiner Zeit sprichwörtliche Milde und Bereitschaft zum Nachlass von Verpflichtungen, Strafen und finanziellen Schulden durch die souveräne Entscheidung Gaius Iulius Caesars, die Caesar auch als strategisches Instrument zur Loyalitätsgewinnung für seinen Machtanspruch einsetzte.  Milde wurde als Herrschertugend auch von seinen Nachfolgern in Anspruch genommen (so von Augustus in seinem Tatenbericht Res gestae, 34). Seneca schreibt für Nero eine eigene Monographie De clementia. Der vorchristlich-antike Begriff der Milde, verstanden im Lichte der biblischen Tugend der Barmherzigkeit, zählte auch zu den Tugenden des idealen christlichen Herrschers im Mittelalter und wanderte als Thema in die Fürstenspiegel ein.
Der Senat wollte laut Plutarch (Caes. 57) aus Dankbarkeit für Caesars gezeigte clementia (dt. „Milde“) im Bürgerkrieg einen eigenen Tempel errichten lassen. Ob der Tempel jemals gebaut wurde, ist unklar; er wurde aber auf Münzen gezeigt.
Caesars Milde und Nachsicht gegenüber Gegnern war sprichwörtlich. Sie zeigte sich auch bei der Eroberung der Stadt Corfinium in Mittelitalien, die mit seinem Gegner Pompeius verbündet war. Er schickte einen Boten mit einem Brief zu Pompeius um ihm mitzuteilen, dass er bereit sei, über den Frieden zu verhandeln und die Eintracht wiederherzustellen, damit der Staat bewahrt wird. Caesar verzieh den Corfiniern, die sich zusammen mit den Pompeianern gegen ihn verbündet hatten, und schützte diese vor Misshandlungen durch römische Soldaten. Außerdem hetzte er zwar die Pompeianer gegen Gnaeus Pompeius Magnus auf, aber bestrafte jene nicht. Das von den Corfiniern gesammelte Geld nahm er nicht an, sondern befahl, es ihnen zurückzugeben.
Während Pompeius am Anfang des Bürgerkriegs alle zu Staatsfeinden erklärt hatte, die nicht auf seiner Seite standen, bekundete Caesar, dass er alle Neutralen als Freunde behandeln würde. Das brachte ihm großen Zulauf, denn die Mehrheit wollte den Bürgerkrieg nicht. Nach dem Sieg verzieh er seinen Feinden und setzte sie in Amt und Würden wieder ein, anstatt sie wie einst Sulla mit Proskriptionslisten zu verfolgen und ermorden zu lassen. Er ließ die Akten des Pompeius, die ihm in die Hände gefallen waren, verbrennen, damit er nicht einmal selbst wissen konnte, wem er alles verziehen hatte. Schließlich verabschiedete er seine Leibgarde und vertraute dem Wort der Senatoren, die sich feierlich zum Schutz seiner Person verpflichtet hatten, wie er sich ihrer. Freilich nutzten die Verschwörer das aus, um ihn zu ermorden. Unter ihnen waren auch welche, die er zu seinen Erben ernannt hatte. Dieser Umstand machte das Volk so verbittert, als das Testament verlesen wurde. So wurde die missbrauchte clementia Caesaris den Caesarmördern zum Verhängnis. Das Volk hatte entschieden: Ihm war die Freiheit, die Caesars liberalitas begründete, wichtiger als die Freiheiten, die die liberatores heraufbeschworen.
Der Gelehrte Plinius der Ältere schrieb: Caesari proprium et peculiare sit [praeter supra dicta] clementiae insigne, qua usque ad paenitentiam omnes superavit; idem magnanimitatis perhibuit exemplum, cui comparari non possit aliud („Der eigenste und tiefste Wesenszug Caesars [neben den oben Genannten] war seine königliche Clementia (Milde, Vergebung oder Feindesliebe), mit der er alle überwand und zur Umkehr brachte. So bot er das Beispiel einer großen Seele, wie es kein zweites mehr gibt.“).
Caesar schrieb in einem Brief an Marcus Tullius Cicero:
Haec nova sit ratio vincendi, ut misericordia et liberalitate nos muniamus. („Diese sei die neue siegbringende Strategie: dass wir uns mit Barmherzigkeit und Freisinn wappnen“ oder freier nach Ethelbert Stauffer: „Das muss die neue Siegestaktik und Sicherheitspolitik sein, dass wir Vergebung üben und eine freie und festliche Welt schaffen.“)
Nach Caesars Tod wurde die Clementia als Eigenschaft der römischen Kaiser vergöttlicht.